# Губернатор Ватикану
Губернатор (італ. Governatore) Ватикану — голова Губернаторства (італ. Governatorato) держави-міста Ватикан, інколи його називають мером Ватикану (що не є правильним, оскільки Ватикан — мініатюрна держава, а не муніципалітет). Губернатор Ватикану — де-факто голова уряду Ватикану, й діє з повноваженнями прем'єр-міністра, керуючи Ватиканом від імені його суверена — Папи Римського.
Теперішній губернатор Ватикану — кардинал з Іспанії Фернандо Вергес Альсага, перед ним були італійські кардинали Джузеппе Бертелло (2011—2021) і Джованні Лайоло (2006—2011), а перед ними — кардинал Шока (губернатор у 1997–2006 роках). До призначення кардинала Шоки посада губернатора була вакантною протягом 45 років, від моменту смерті маркіза Камілло Серафіні в 1952 році.

## Губернатори Ватикану
- маркіз Камілло Серафіні (1929—1952);
- кардинал Едмунд Казимір Шока (1997—2006);
- кардинал Джованні Лайоло (2006—2011);
- кардинал Джузеппе Бертелло (2011—2021);
- кардинал Фернандо Вергес Альсага (2021—);